# Брись Олексій Семенович
Олексій (Леонід) Семенович Брись (псевдо: «Остап») (15 грудня 1921, с. Рачині, нині Горохівський район — 6 січня 2015, Львів) — командир куреня УПА у Військовій окрузі ВО «Турів».

## Життєпис

### Юні роки
Олексій Брись народився 15 грудня 1921 в с. Рачині (нині Горохівського району, Волинська область, Україна).
Закінчив польську школу в рідному селі, згодом Горохівську гімназію. Атестат про середню освіту отримав вже при радянській владі. Вступив на фельдшерський факультет Львівського медінституту, але після першого курсу почалась війна і повернувся додому.

### Друга світова війна
За німецької окупації працював викладачем фізкультури в Горохівській гімназії, а після її закриття за завданням ОУН перейшов на роботу викладача в уряд праці («арбайтзант»). Там увійшов у довір'я до начальниці цієї установи, на прізвище Тіс і завдяки цьому допомагав багатьом уникнути вивезення на роботу в Німеччину. За твердженням члена Братства ветеранів УПА Волинського краю Йосипа Іванюка, у селі Зборишеві, було зірвано до вивезення цілий етап людей.

#### Бойовий шлях
У збройному підпіллі з 12 вересня 1942. Був курінним УПА на Горохівщині ВО «Турів» з 1943 р. по 1944 р. Його курінь налічував близько 4 сотень бійців, які проводили активні бойові дії проти регулярних сил німецької армії.
До головних боїв куреня відносять:
- бій 21 березня 1943 за здобуття райцентру Горохів і звільнення арештованих,
- знищення прикордонної застави у Миколаєві чотою «Вітролома»,
- розгром жандармської колони з 10 машин у квітні 1943,
- розгром концтабору в с. Лобачівці та звільнення полонених,
- оборона Свинаринської Січі від «червоних партизанів»,
- евакуація важкої зброї на Горохівщину[3].

За однією з версій, підрозділами куреня, а саме роєм «Тараса» та чотою «Вишні», на початку травня 1943 був убитий обергрупенфюрер СА Віктор Лютце.
У серпні 1943 чота «Берези» (Марценюк Андрій) вела бої біля с. Загорова.

#### Звільнення в'язнів
4 квітня 1943 його курінь розгромив нацистський концтабір в селі Любачівка та звільнив в'язнів. Як згадував сам Брись-«Остап»: 
| Наступ на Лобачівку ми провели за всіма правилами військової тактики. Оточили село, зробили засідку з кулеметами. Бій тривав близько двох годин, загинуло 6 вояків УПА, вбито 43 німецьких вояків i поліцаїв. В'язнів відпустили додому, коменданта привселюдно розстріляли на вулиці. |
Цього ж дня повстанці напали на німецьку автоколону на шосе Горохів — Берестечко біля Лобачівського лісу, в ході бою знищили 8 вантажних та 2 легкових автомобілі. Начальника горохівської жандармерії Гампеля взяли у полон, а згодом розстріляли. Повстанці втратили лише одного побратима – Калістрата Дзюбу, уродженця села Брани.

### Полон. Заслання. Політична активність на засланні
У лютому 1944 Олексія Брися було схоплено радянською розвідкою й опісля кинуто до концтабору.
Вироком Військового трибуналу 1-го Українського фронту 13 серпня 1944 року засуджений за ст. 54-1а, 54-11 КК СРСР до 10 років виправно-трудових таборів та обмеження волі на 5 років. Ув'язнення відбував у Печорлазі та Мінлазі. Звільнений з ув'язнення 8 жовтня 1953 року.
Перебуваючи на засланні Олексій Брись проводив активну діяльність. Він був заступником голови товариства «Україна» у Воркуті, учасником Першого Конгресу українців в Росії.
Реабілітований 27 жовтня 1994 року прокуратурою Волинської області.

## Доля родини
Старший брат загинув від рук гестапо, молодший — в боях з чекістами. Батько, матір, бабуся були у німецькому концтаборі, а після «звільнення» репресовані більшовиками. Батько помер з голоду в Казахстані, мати — у Воркуті. Дружина відбула 10 років у Норільську на засланні.

## Пам'ять
У місті Луцьк вулицю Баранова перейменували на вулицю Олексія Брися.